# Service de cartographie
Le Service de cartographie, abrégé en S Carto, (Mapping and Charting Establishment, abrégé en MCE, en anglais) est une unité du Commandement du renseignement des Forces canadiennes responsable de fournir des renseignements géospatiaux ainsi que du soutien en géomatique aux ministère de la Défense nationale et aux Forces armées canadiennes. Il fournit également des services à d'autres ministères. Il est basé à Ottawa en Ontario et a des détachements sur les bases des Forces canadiennes Halifax en Nouvelle-Écosse et Esquimalt en Colombie-Britannique.

## Annexe